# المنزل القديم (إب)
المنزل القديم هي إحدى قرى الجمهورية اليمنية. تتبع جغرافيا لمحافظة إب وإداريًا لمديرية يريم. يبلغ تعداد سكانها 3438 نسمة حسب الإحصاء الذي أجري عام 2004.